# Groß Buchholz
Groß Buchholz ist ein Ortsteil mit 129 Einwohnern im Norden der Stadt Perleberg im Landkreis Prignitz.

## Geografie
Das Runddorf Groß Buchholz liegt im Norden der Stadt Perleberg. Benachbart findet sich im Nordosten der Perleberger Ortsteil Gramzow, im Osten Groß Linde, im Südosten Lübzow, im Süden sowohl Spiegelhagen als auch die Gemarkung der Kernstadt Perleberg mit der Ortslage Perlhof. Im Südwesten schließt sich der Ortsteil Quitzow und im Nordwesten Wüsten-Buchholz an. Im Norden grenzt Groß Buchholz an die Gemeinde Groß Pankow (Prignitz).
Im Süden von Groß Buchholz findet sich mit der höchsten Kuppe der Weinberge (83,0 m) auch der höchste Punkt der Stadt Perleberg. Nicht weit davon entfernt liegen die Klüssenberge (56,1 m) und der für den Kiesabbau zu großen Teilen abgetragene Golmer Berg. Im Norden des Ortes findet sich außerdem der Hundeberg (65,2 m).
Ein großer Teil der Ostgrenze von Groß Buchholz folgt dem Lauf des Schlatbaches.
In Groß Buchholz trifft die Brandenburger Landesstraße L 102 auf die L 10.

## Geschichte
Die erste urkundliche Erwähnung des Ortes (bocholte) ist aus dem Jahr 1303 bekannt. Damals verlieh Markgraf Hermann seinem Drosten Droyseke von Köcher und Erben das Eigentum über Groß Buchholz und Spiegelhagen.
1324 ist Groß Buchholz als teutonica Buchwalde (Deutsch Buchholz) belegt. Dieser Name ist in Abgrenzung zum elbslawischen Wendisch Buchholz, heute Wüsten-Buchholz, zu sehen. Der Zusatz „deutsch“ wurde zunächst überflüssig, als Wendisch Buchholz wüst wurde. In Abgrenzung zu der auf dem wüsten Gebiet entstehenden Gutssiedlung Wüsten-Buchholz erhielt Groß Buchholz schließlich seinen Zusatz „groß“.
1888–1889 wurde die Kreischaussee Perleberg–Reetz gebaut.
Im 20. Jahrhundert befand sich in Groß Buchholz ein Haltepunkt der Westprignitzer Kreisringbahn. Stillgelegt wurde die Strecke 1975 und daraufhin demontiert.
Am 3. Juli 1972 wurde Groß Buchholz nach Quitzow eingemeindet. Zusammen mit Quitzow erfolgte die Eingliederung in die Kreisstadt Perleberg am 6. Dezember 1993.

## Kultur und Sehenswürdigkeiten

### Bauwerke

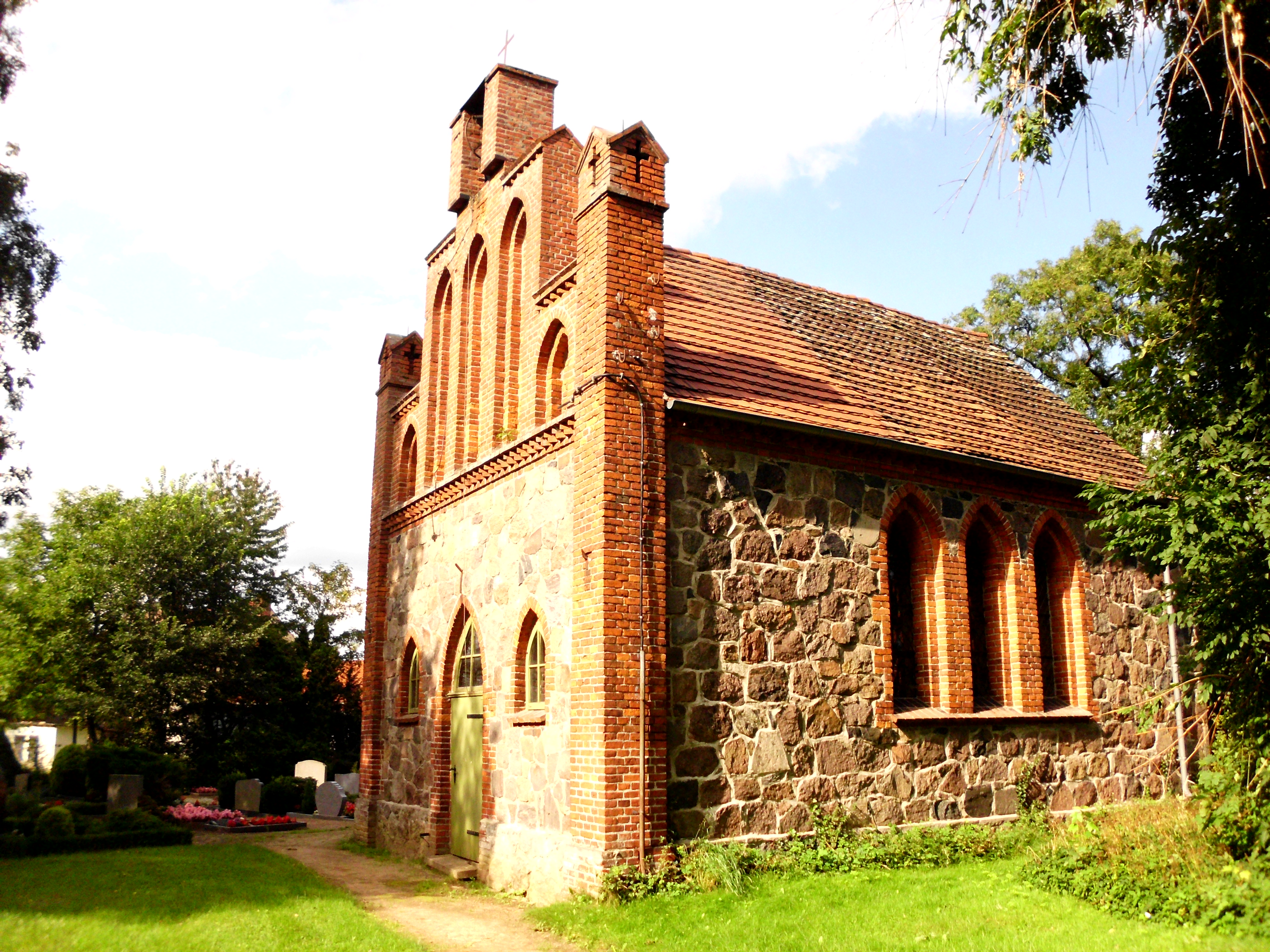
Kirche in Groß Buchholz

Die Kirche in Groß Buchholz stammt aus dem Jahr 1870. Erbaut wurde der Saalbau aus behauenen Feldsteinen. Die Kirche im Stil der Neugotik besitzt einen Schaugiebel aus Backsteinen. Im Giebel ist die Glocke aufgehängt.

### Geschichtsdenkmale

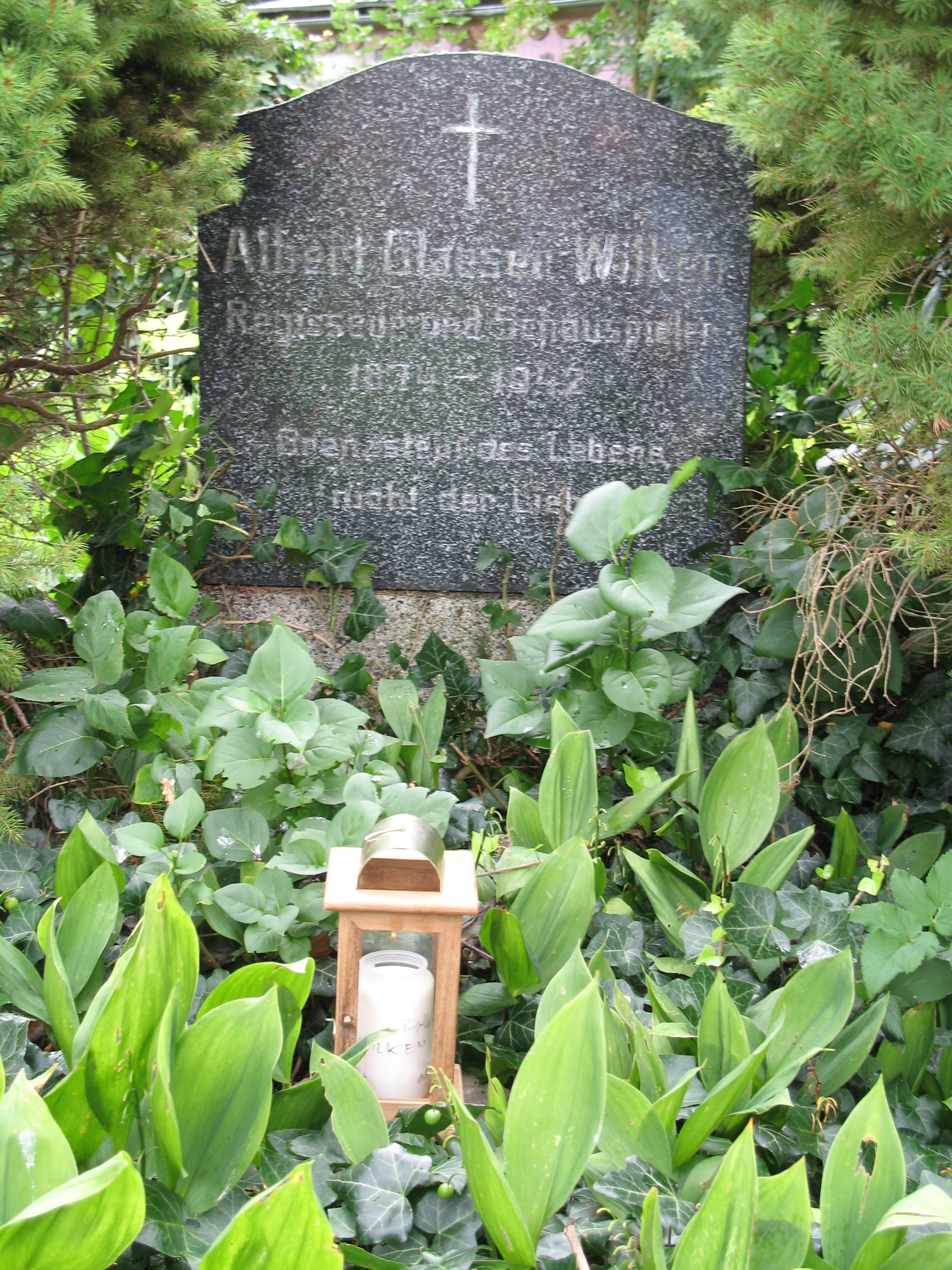
Grablege Paul Albert Glaeser-Wilkens

- Gedenksteine für die Gefallenen der Befreiungskriege 1813/14, der Einigungskriege 1866 und 1870–71 und des Ersten Weltkrieges 1914
- Ehrengrab des Peter Braun auf einer Kuppe der Weinberge: Peter Braun wurde 1850 in Perleberg wegen Mordes hingerichtet. Später stellte sich seine Unschuld heraus.[7]
- Auf dem Groß-Bucholzer Friedhof befindet sich das Grab des Schauspielers und Regisseurs Paul Albert Glaeser-Wilken (* 1874 in Breslau; † 1942 in Groß-Buchholz)

## Einwohnerentwicklung
| Datum         | Einwohnerzahl |
| ------------- | ------------- |
| 1800          | 94            |
| 1817          | 75            |
| 1840          | 100           |
| 1858          | 108           |
| 1895          | 123           |
| 1925          | 152           |
| 1939          | 167           |
| 1946          | 229           |
| 11. Jan. 2011 | 129           |
| 31. Dez. 2012 | 131           |